# Aeroportul Biangabip
Aeroportul Biangabip (IATA: BPK, ICAO: AYBQ) este un aeroport din Papua Noua Guinee.
aeroportul dispune de o singură pistă.